# Dorsale Homerun
La dorsale Homerun è una catena montuosa situata nell'entroterra della costa di Pennell, nella Terra della Regina Vittoria, in Antartide. La catena costituisce in particolare l'estremità sud-occidentale dei monti dell'Ammiragliato e si estende in direzione nord-ovest/sud-est per circa 45 km, con una larghezza che va da 3 agli 11 km, raggiungendo i 2.485 m di altezza con il monte Shelton.

## Storia
La dorsale Homerun è stata mappata per la prima volta dallo United States Geological Survey grazie a fotografie aeree scattate dalla marina militare statunitense (USN) nel periodo 1960-63, e così battezzata in riferimento ad un punto, chiamato "Homerun Bluff", intendendo la "corsa alla casa base" che si fa nel gioco del baseball, utilizzato come riferimento dal reparto meridionale della spedizione neozelandese di ricognizione geologica in Antartide svolta nel 1962-63; in quel punto i membri della spedizione impegnati nell'esplorazione della catena venivano prelevati e riportati via aerea alla base Scott.